# Max-Planck-Institut für Psycholinguistik
Das Max-Planck-Institut für Psycholinguistik (MPI-PL) ist eine außeruniversitäre Forschungseinrichtung in der Trägerschaft der Max-Planck-Gesellschaft. Das Institut ist eines von fünf Max-Planck-Instituten außerhalb Deutschlands (Stand: 2022), es hat seinen Sitz in Nijmegen in den Niederlanden, in unmittelbarer Nachbarschaft zur Radboud-Universität. Das Institut betreibt in erster Linie Grundlagenforschung im Fach der Strukturwissenschaften auf dem Gebiet der Linguistik.
Das im Jahre 1980 gegründete Institut ist ein weltweit anerkanntes Zentrum der Sprachwissenschaft, das mit seinem internationalen Archiv bedrohter Sprachen auch einen wesentlichen Beitrag zum Erhalt des gemeinsamen Kulturerbes der Menschheit leistet. Dieses Archiv wird seit dem Jahre 2000 von der Volkswagen-Stiftung gefördert und bietet im Internet rund 50 Projekte an.

## Forschung
Die Psycholinguistik untersucht die kognitiven Grundlagen des menschlichen Sprachvermögens. Sie ist also der Frage gewidmet, wie Sprache im Gehirn implementiert ist und verarbeitet wird.
Das Institut befasst sich mit der interdisziplinären Erforschung von Struktur und Gebrauch natürlicher Sprachen. Die Psycholinguistik ist eine relativ junge Disziplin und hat ihre Wurzeln in der strukturellen Linguistik einerseits und der experimentellen und kognitiven Psychologie andererseits. Starke Überschneidungen gibt es auch mit den Disziplinen Anthropologie, Informatik, Neurologie und Phonetik. Den wissenschaftlichen Rahmen des Instituts bilden die vier Arbeitsbereiche Sprachproduktion, Sprachverstehen, Spracherwerb und Sprache und Kognition. Diese sind über eine flexible Projektstruktur stark miteinander verbunden, was dem interdisziplinären Charakter des Forschungsgebietes entspricht.

### Sprachproduktion
Abruf lexikalischer und morphologischer Information, syntaktische phonologische und phonetische Enkodierung. Neurologische Grundlagen der Sprachverarbeitung, zerebrale bildgebende Verfahren bei Sprachproduktion und -verstehen, Aphasiologie.

### Sprachverstehen
Sprachverstehen im Diskurskontext, semantische, phonologische und morphologische Repräsentationen lexikalischer Einheiten, Struktur des Wortschatzes, Worterkennung, Segmentierung kontinuierlicher Sprache, Satzverarbeitung, Erwerb von Sprachperzeptionsfähigkeiten und Entwicklung des Wortschatzes bei jungen Kindern.

### Sprachentwicklung
Erst- und Zweitspracherwerb, Erwerb von Diskursskopusfähigkeiten, Argumentstruktur, semantische Kategorien (Raum, Zeit), Syntaxerwerb.

### Sprache und Kognition
Interaktion von Sprache, Kultur und Kognition im zwischensprachlichen Vergleich bei schriftlosen, nicht-indoeuropäischen Sprachfamilien. Theoretische Ansätze zur Epistemologie, zu Sprachuniversalien und zur Modularität des Geistes.

## Direktoren am Institut
- Willem Levelt, seit 1976 Leiter der Projektgruppe, Direktor von 1980 bis 2006, emeritiert
- Wolfgang Klein, Direktor von 1980 bis 2015, emeritiert
- Anne Cutler, Direktorin seit 1993, emeritiert
- Stephen C. Levinson, seit 1994, emeritiert
- Peter Hagoort, seit 2006
- Antje Meyer, seit 2009
- Simon E. Fisher, seit 2010
- Caroline Rowland, seit 2019

## Infrastruktur
Die Rolle der Geschäftsführung wird alle zwei Jahre zwischen den Direktoren und Direktorinnen rotiert. Von 2019 bis 2020 ist Caroline Rowland geschäftsführende Direktorin.
2019 waren am Institut etwa 200 Mitarbeiter tätig; dazu kommen Drittmittelbeschäftigte und Gastwissenschaftler.